# Jonny Buckland
Jonathan Mark Buckland (Londres, 11 de setembro de 1977), também conhecido como Jonny Buckland, é um músico inglês, mais conhecido por seu trabalho como guitarrista da banda Coldplay.

## Início de vida
Buckland nasceu em Islington, Londres, e viveu lá até os quatro anos de idade, quando sua família resolveu se mudar para Pantymwyn, North Wales. Ele foi encorajado a entrar no cenário musical por seu irmão, Tim, que é um grande fã de My Bloody Valentine. Buckland começou a tocar violão aos onze anos de idade, após ser influênciado por The Stone Roses. Buckland foi aluno da Escola da cidade galesa de Mold, de onde se mudou para estudar astronomia e matemática na University College London, onde também conheceu seu futuro companheiro de banda, Chris Martin, fundando com ele o Coldplay. Na University College London, Buckland trabalhou ainda como zelador da escola. Já foi comparado com grandes guitarristas e, em entrevista, o famoso Slash do Guns N' Roses disse que ele tinha um talento imenso. As influências musicais de Buckland incluem Eric Clapton, George Harrison e Jimi Hendrix. Ele é conhecido por seus arranjos de esparsos e utilização de dispositivos. Seu estilo de tocar levou algumas comparações ao guitarrista The Edge do U2. Jonny usa de 4 à 6 guitarras por show.

## Projetos solo
Buckland tem uma participação no álbum solo de Ian McCulloch Slideling, e fez uma aparição com o companheiro de banda, Chris Martin no filme Shaun of the Dead.

## Vida pessoal
Chris Martin, muitas vezes refere-se a ele como "Jonny Boy" durante os concertos ao vivo, especialmente se Buckland está prestes a fazer um solo ou riff longo. Martin disse, "Não haveria nenhuma música do Coldplay sem Jonny Buckland."[carece de fontes?] O carinho entre Martin e Buckland é muitas vezes evidente durante os concertos ao vivo e entrevistas. Buckland é padrinho da filha de Martin, Apple, juntamente com Simon Pegg. Ele é fã do Tottenham Hotspur F.C.
O irmão de Buckland, Tim e sua banda The Domino State, abriram o show do Coldplay no O2 Arena em Dezembro de 2008.
Em 14 de novembro de 2009, Buckland casou-se com Chloe Lee-Evans, sua namorada por longo prazo, no local de luxo One Marylebone, em Londres. Eles têm uma filha chamada Violet, que nasceu em 3 de novembro de 2007, e um filho chamado Jonah, nascido em 2011. Eles moram em Londres.